# Ciudad jardín Falkenberg
La ciudad jardín Falkenberg, también conocida como Tuschkastensiedlung (en alemán «Urbanización de la caja de pinturas»), es una urbanización que se encuentra en el barrio berlinés de Bohnsdorf, en el distrito de Treptow-Köpenick. En julio de 2008, la UNESCO la incluyó como una de las seis urbanizaciones que forman parte de la lista de Casas de estilo moderno en Berlín, convirtiéndose así en Patrimonio Cultural de la Humanidad.
El nombre proviene de la montaña que está cercana a la urbanización y no tiene nada que ver con Falkenberg, un barrio en el distrito de Lichtenberg.

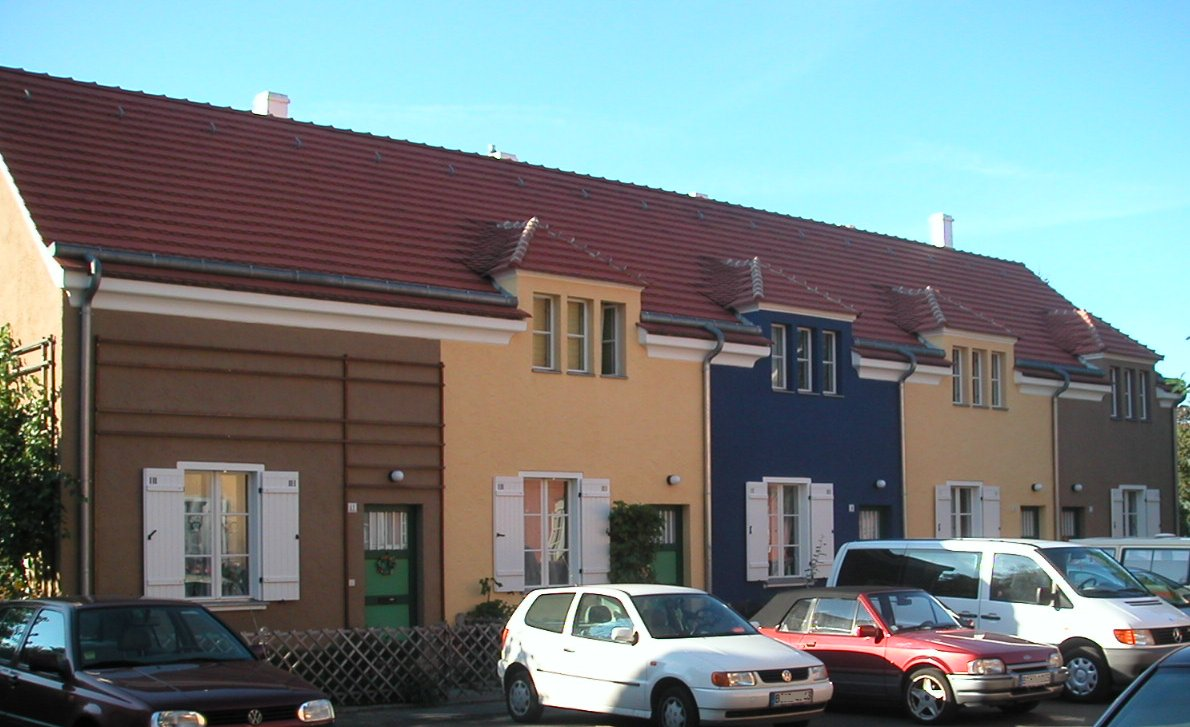
El colorido excepcional se considera una característica especial de la Tuschkastensiedlung

## Planificación
En 1912, la asociación de construcción berlinesa de aquel entonces, la Spar-und Bauverein (actualmente, la Bau- und Wohnungsgenossenschaft von 1892 eG) encargó al arquitecto Bruno Taut la elaboración de un proyecto de urbanización para un terreno de 75 hectáreas en el sudeste de Berlín, en el actual distrito de Treptow-Köpenick, teniendo en cuenta las condiciones locales, como la ladera del monte. Su plan general para la ciudad jardín de Falkenberg en Bohnsdorf incluía 1500 viviendas para unos 7000 habitantes. Siguiendo el ejemplo de los adosados ingleses, hileras de alojamientos de dos plantas debían estar dispuestas una tras otra, escalonadas al ritmo de la topografía ascendente. Cada casa debía tener su propio color y estar en armonía con el jardín y los espacios públicos.
Ludwig Lesser, primer arquitecto de jardines autónomo de la ciudad de Berlín, que ya se había hecho con un nombre con su compromiso social y sus grandes planificaciones en Berlín y sus alrededores, diseñó los espacios abiertos y al aire libre. Falkenberg fue el primer asentamiento donde los jardines de los inquilinos fueron considerados tan importantes, y donde encargaron a un arquitecto de jardines la plantación uniforme de las parcelas de hasta 600 m². Espalderas, plantas trepadoras, hileras de árboles y setos resaltan hábilmente la estructura espacial de la zona.

## Construcción
En la primera fase de la construcción, alrededor del Akazienhof (el «Patio de las acacias»), solo se construyeron 34 viviendas, y en la segunda fase en Gartenstadtweg (el «Camino de la ciudad jardín»), 93 apartamentos. Esto se debe a que las dificultades económicas y la Primera Guerra Mundial interrumpieron el proceso de construcción. Actualmente, estos edificios están protegidos por la gestión de patrimonio cultural.
Después de la reunificación alemana, los terrenos no utilizados durante la época de la RDA fueron devueltos a su propietario original, la Cooperativa de Construcción y Vivienda de Berlín de 1982. La asociación berlinesa de arquitectos Quick und Bäckmann salió victoriosa en un concurso público realizado en 1992 por el Berliner Senatsverwaltung für Bau- und Wohnungswesen (Departamento de Construcción y Vivienda del Senado de Berlín) para el terreno sin cultivar de 40 hectáreas. Su concepto se distanció del programa de construcción de Taut e interpretó la idea de la ciudad jardín de forma conforme a la época.

## Estructura y características especiales

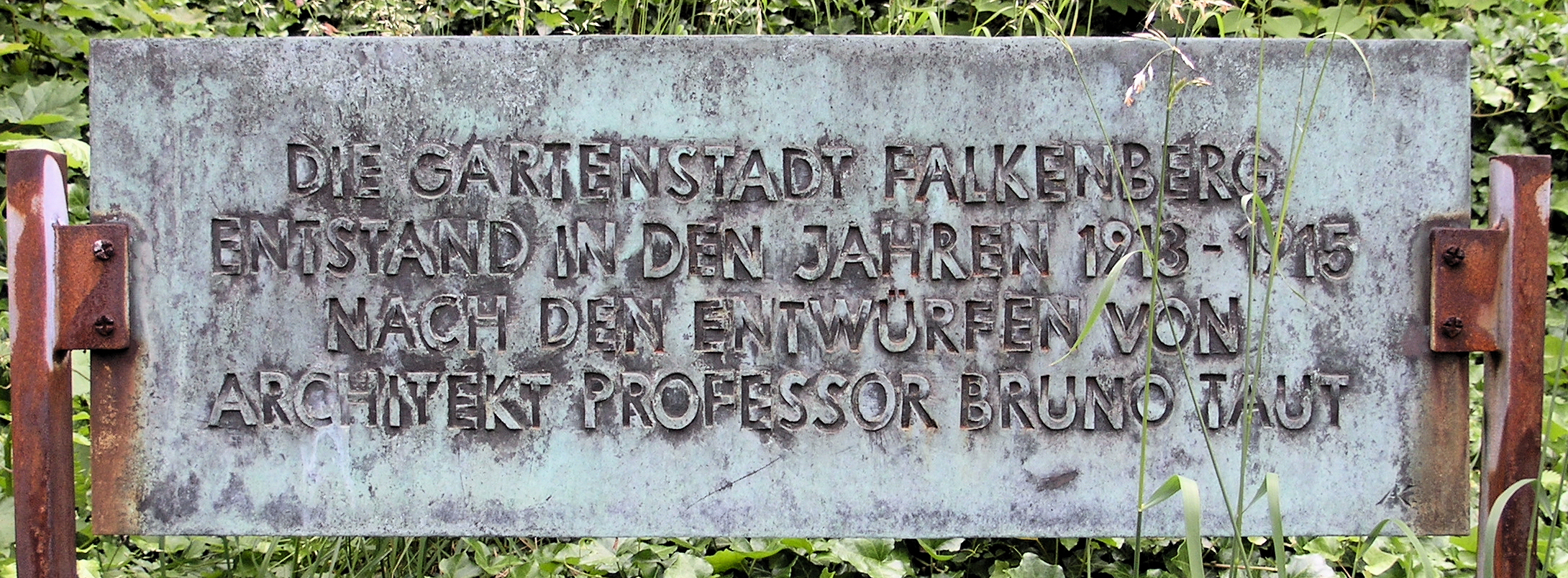
Placa conmemorativa en Gartenstadtweg, 53, en el distrito de Bohnsdorf

Destacan sus colores intensos que le han otorgado el apodo de Tuschkastensiedlung (en alemán «Urbanización de la caja de pinturas»). Este colorido contrastaba con el principio que prevalecía entonces bajo la influencia de John Ruskin de que solo los colores de los materiales eran los «colores válidos» de la arquitectura. Esto significaba, sin embargo, que cualquier coloración más variada quedaba ligada al uso de los materiales correspondientes. Bruno Taut, al contrario, hizo que el color fuera independiente del material de construcción y así creó un medio efectivo y barato para un nuevo tipo de diseño en la construcción residencial.

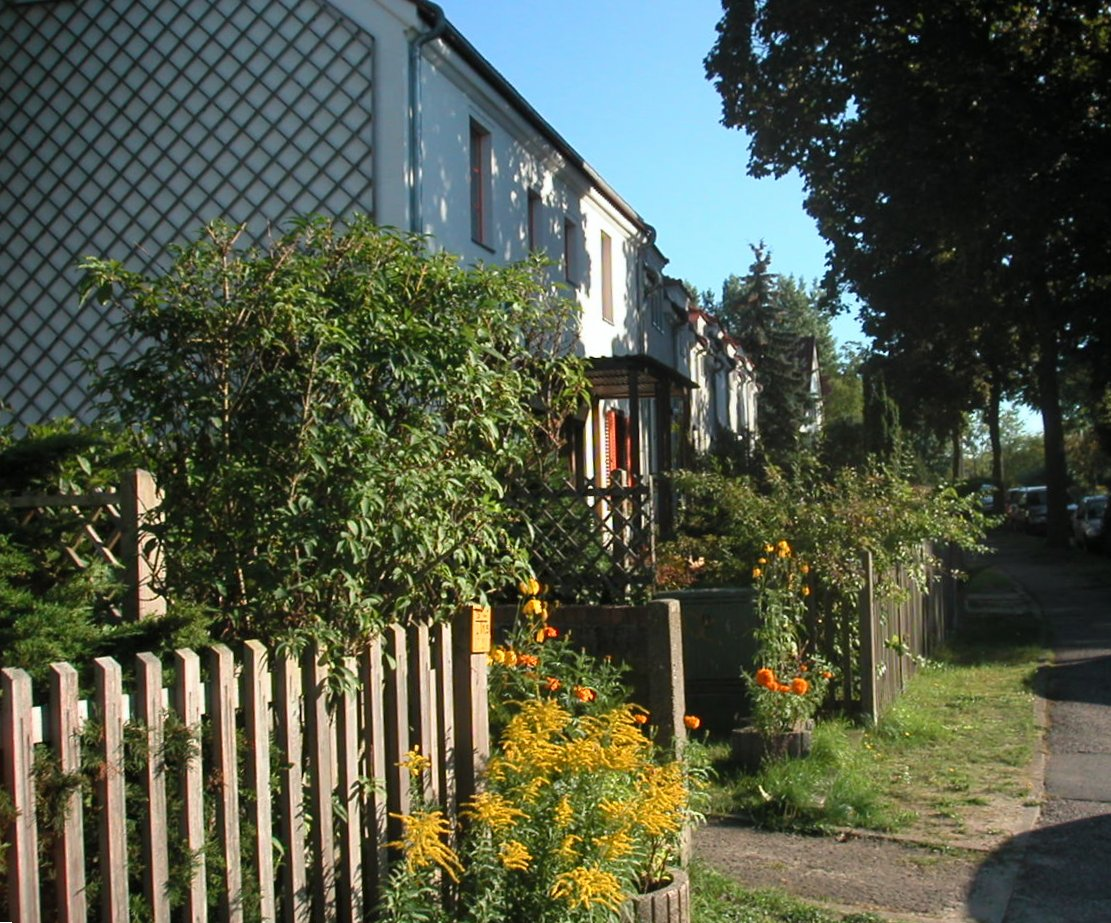
El camino de la ciudad jardín de la Tuschkastensiedlung

Destaca el diseño variado de sus calles y plazas. Mientras que otras urbanizaciones de la época a menudo parecen monótonas debido a la construcción de muchas casas idénticas, Taut jugaba con el eje de calle y plaza. En el Akazienhof (el «Patio de las acacias» en alemán), por ejemplo, la casa principal no está centrada, sino que se desplaza a la derecha de la calle. La casa multifamiliar en el lado noroeste está desplazada lo que correspondería a una casa entera hacia atrás. Además, las dos casas de la entrada no están situadas ni al lado de la fila de casas adosadas, ni dispuestas en línea. Esto da la impresión de que el patio es «mayor».